# Chico State Wildcats

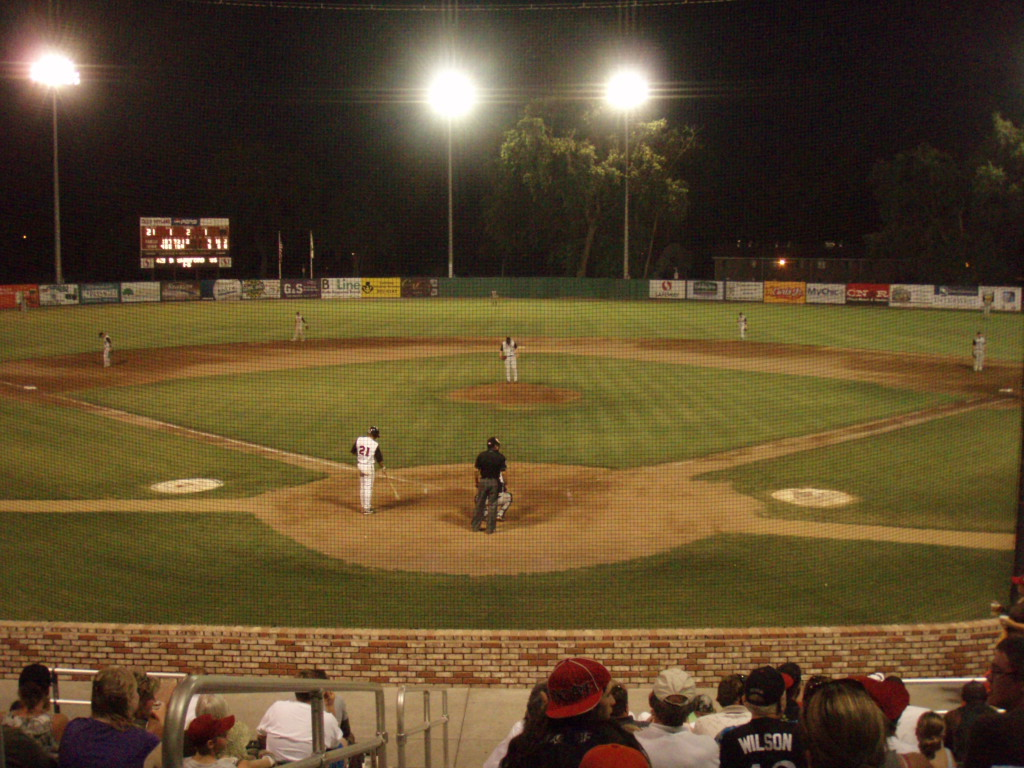
Nettleton Stadium.

Chico State Wildcats, también conocidos como CSU Chico Wildcats o Cal State Chico Wildcats (español: los gatos monteses de la Estatal de California, Chico) es el nombre de los equipos deportivos de la Universidad Estatal de California, Chico, situada en el Chico, California. Los equipos de los Wildcats participan en las competiciones universitarias organizadas por la NCAA, y forman parte desde 1998 de la CCAA.

## Programa deportivo
Los Wildcats compiten en 6 deportes masculinos y en otros 7 femeninos:
| - Masculino - Baloncesto - Fútbol - Béisbol - Atletismo - Cross - Golf | - Femenino - Baloncesto - Fútbol - Voleibol - Cross - Atletismo - Softball - Golf |

## Instalaciones deportivas
- Art Acker Gymnasium es el pabellón donde disputan sus competiciones los equipos de baloncesto y voleibol. Tiene una capacidad para 2.143 espectadores. Fue construido en los años 60 y profiundamente remodelado en 1999.[1]

- Nettleton Stadium es el estadio donde disputan sus encuentros el equipo de béisbol. Tiene una capacidad para 4.100 espectadores y fue inaugurado en 1997.[1]